# Sârghiești
Sârghiești – wieś w Rumunii, w okręgu Suczawa, w gminie Todirești. W 2011 roku liczyła 118 mieszkańców. 